# Behind Closed Doors
"Behind Closed Doors" é uma canção escrita por Rise Against e Tim McIlrath, lançada pela banda norte-americana Rise Against.
É o quarto single do quarto álbum de estúdio The Sufferer & The Witness.